# Sapiorny
Sapiorny est une commune urbaine sous la juridiction de Saint-Pétersbourg, faisant partie du district de Kolpino. Sa population était de 1 611 habitants en 2021.